# Trichonta similis
Trichonta similis är en tvåvingeart som beskrevs av Freeman 1951. Trichonta similis ingår i släktet Trichonta och familjen svampmyggor. Inga underarter finns listade i Catalogue of Life.